# 瓦维尔
瓦维尔（法語：Ouarville，法語發音：[waʁvil]）是法国厄尔-卢瓦省的一个市镇，属于沙特尔区。

## 地理
瓦维尔（48°21'15"N, 1°46'26"E）面积20.13 平方千米，位于法国中央-卢瓦尔河谷大区厄尔-卢瓦省，该省份为法国北部内陆省份，北起顺时针与厄尔省、伊夫林省、埃松省、卢瓦雷省、卢瓦-谢尔省、萨尔特省和奧恩省接壤。
与瓦维尔接壤的市镇（或旧市镇、城区）包括：桑特伊、德农维尔、蒙东维尔圣让、卢维尔拉舍纳尔、雷克兰维尔、布瓦维尔拉圣佩尔、穆万维尔拉热兰。

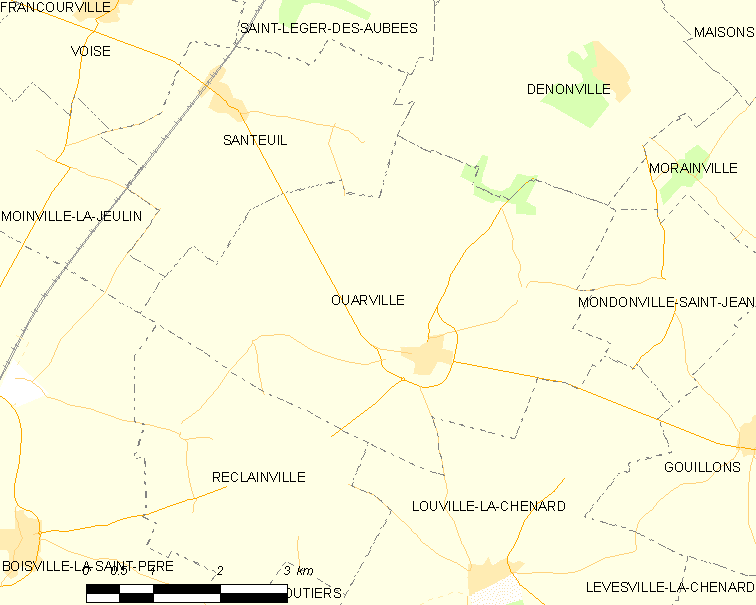
瓦维尔的OSM定位图

瓦维尔的时区为UTC+01:00、UTC+02:00（夏令时）。

## 行政
瓦维尔的邮政编码为28150，INSEE市镇编码为28291。

## 政治
瓦维尔所属的省级选区为莱维拉日沃韦安县。

## 人口

1962-2008年间瓦维尔人口变化图示

瓦维尔于2022年1月1日时的人口数量为534人。